# Willem Maeyer
Wilhelmus (Willem, ook wel William of Bill) Gerardus Maeyer (Eindhoven, 7 augustus 1929 – eind juni of begin juli 2025) was een Nederlands bestuurder. Hij was ook voorzitter van de voetbalclub PSV, waar hij van 1993 tot 1996 actief was. Hij stelde dat hij als voorzitter van PSV, zijn club groter wilde maken dan Ajax en Feyenoord.

## Biografie
Maeyer speelde in zijn jeugd enige tijd als linksbuiten in de jeugdafdeling van PSV en bleef later supporter van deze club.

### Maatschappelijke carrière
In 1948 kwam hij in dienst van Philips en werkte voor dit concern in de Verenigde Staten, Japan, Australië en Nieuw-Zeeland. In de jaren zeventig werd hij topman van de divisie Grote Huishoudelijke Apparaten. Een afbeelding van zijn gezicht en handtekening prijkten in die jaren ook enige tijd op de producten, die het bedrijf verkocht. In 1988 verkocht Philips zijn aandelen in de Whirlpooldivisie en vertrok ook Maeyer bij het concern. In 1988 werd hij voorzitter van Ballast Nedam, dat hij in enkele jaren omvormde van een verliesgevende naar een van de meest winstgevende bouwondernemingen in Nederland. Eind 1992 stapte hij op bij Ballast Nedam, nadat de Britse eigenaar British Aerospace het bedrijf niet naar de beurs wilde laten gaan. Hierna was hij president-directeur van Management Share. In mei 1993 trad hij toe tot het Sectiebestuur Betaald Voetbal onder Jos Staatsen, waar hij de portefeuille Commerciële Zaken behartigde. Dat jaar werd hij tevens onderscheiden als Officier in de Orde van Oranje-Nassau.

### PSV
In oktober 1993 werd hij bij PSV aangesteld als opvolger van Jacques Ruts, die aan het begin van de competitie zijn aftreden bekend maakte. Onder Ruts had PSV de Europa Cup I veroverd en vele successen gekend, maar de laatste jaren was het echter bergafwaarts gegaan met de club. Hij trad binnen in een uiterst moeilijke periode. Bobby Robson was in 1991 en 1992 kampioen geworden en diens opvolger Hans Westerhof, die met hoge verwachtingen was overgekomen van FC Groningen was het voorgaande seizoen teleurstellend tweede geworden met een spelersgroep, met oude vedetten als Hans van Breukelen en Romário. In de spelersgroep was veel onrust en assistent-trainer Frank Arnesen had zich in een interview zeer kritisch uitgelaten over de club en Westerhof in het bijzonder en werd op staande voet ontslagen. Trainer Westerhof was in de zomer weggepromoveerd tot hoofd jeugdopleidingen en Aad de Mos werd als vervangend hoofdtrainer aangesteld. Romario, die de voorgaande jaren voor veel onrust zorgde in de groep, werd verkocht aan FC Barcelona.
Samen met Arnesen, die in januari 1994 terugkeerde in de rol van technisch manager en Kees Ploegsma verving, schreef hij het plan Scenario 1994-95, opnieuw naar de top, dat een grote hervorming van de spelersgroep behelsde, die op dat moment bestond uit 51 contractspelers. In maart 1994 vroeg de club ontslag aan voor de routiniers Adri van Tiggelen (36 jaar), Wim Kieft (31 jaar), Juul Ellerman (28 jaar), Jan Heintze (30 jaar), Berry van Aerle (31 jaar), Jerry de Jong (29 jaar), Kalusha Bwalya (30 jaar) en aanvoerder Erwin Koeman (32 jaar), terwijl doelman Hans van Breukelen (37 jaar), die had aangegeven graag nog een jaar als reservekeeper en mentor voor zijn opvolger te willen doorgaan, al in een eerder stadium de wacht werd aangezegd. Aangezien de ontslagronde nog voor het Bosman-arrest plaatsvond, hoopte PSV nog voor enkele spelers transfervergoedingen op te kunnen strijken. Ook de contracten van de talenten Nii Lamptey, die gehuurd werd van RSC Anderlecht, Raymond Beerens, Dick Schreuder, Faisel Reingoud, Boot en Thomas Thorninger werden opgezegd. Die zomer nam de club daarbij nog eens afscheid van oudgedienden Wim de Ron en Gheorghe Popescu. Ook Klas Ingesson en Edwin van Ankeren, die het jaar ervoor nog als grote namen werden binnengehaald, werden van de hand gedaan aan respectievelijk Sheffield Wednesday FC en SC Eendracht Aalst. In totaal verlieten 25 contractspelers die zomer de club.
Hierna brak een moeilijke periode van wederopbouw aan, waarbij nieuwe spelers als Jan Wouters, Stanley Menzo, Ronald Waterreus, Marciano Vink, Boudewijn Pahlplatz, Luc Nilis en Ronaldo de kar moesten gaan trekken. In totaal werd er 25 miljoen gulden geïnvesteerd in de vernieuwing van de spelersgroep. Dit bleek echter niet direct het gewenste succes te brengen. Hierna nam Maeijer de beslissing om de coach Aad de Mos te ontslaan. Na enkele dagen zoeken bleek de 68-jarige scout en oud-trainer Kees Rijvers de enige binnen de organisatie te zijn met een volwaardig trainersdiploma. Hij bleef twee maanden trainer en werd hierna vervangen door Dick Advocaat.
In zijn derde seizoen werden spelers als Phillip Cocu, Chris van der Weerden, Wim Jonk, Jaap Stam en René Eijkelkamp gehaald, maar wist de ploeg wederom geen kampioen te worden. In oktober 1996 besloot Maeyer te vertrekken bij PSV. De ploeg stond op dat moment in de eredivisie bovenaan en zou dat seizoen het kampioenschap behalen. Maeyer werd opgevolgd door penningmeester Harry van Raaij.

### Latere leven
Maeyer overleed in de week van 30 juni 2025 op 95-jarige leeftijd.